# Bruno Risi
Pour les articles homonymes, voir Risi.

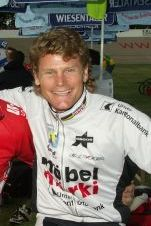
Bruno Risi en 2006.

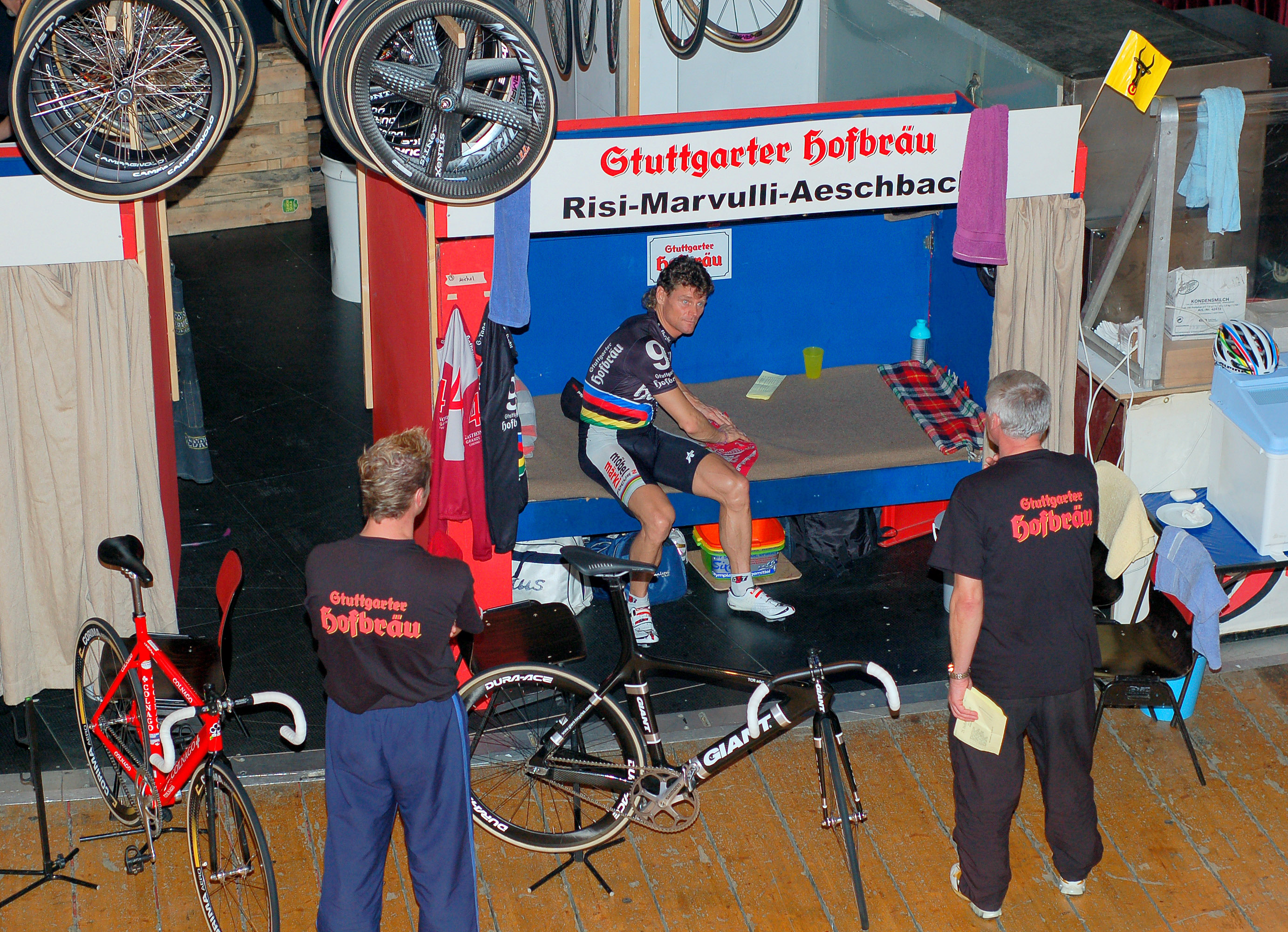
Bruno Risi en pause lors d'un Six Jours.

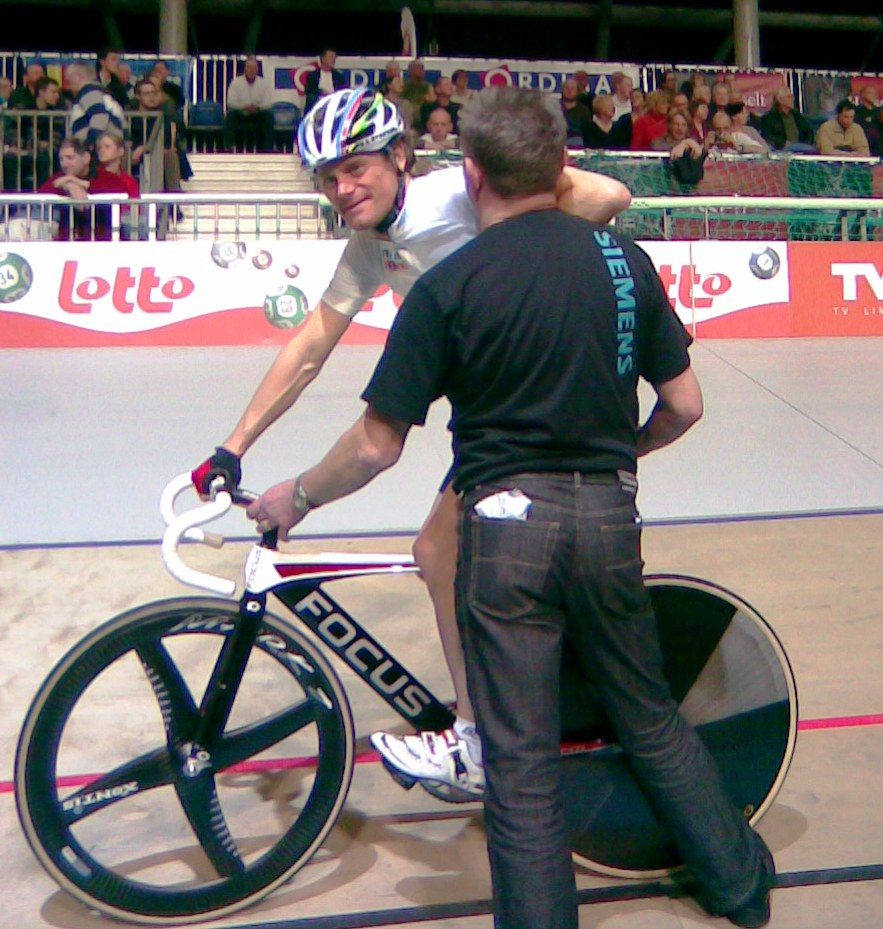
Bruno Risi à Hasselt en 2009.

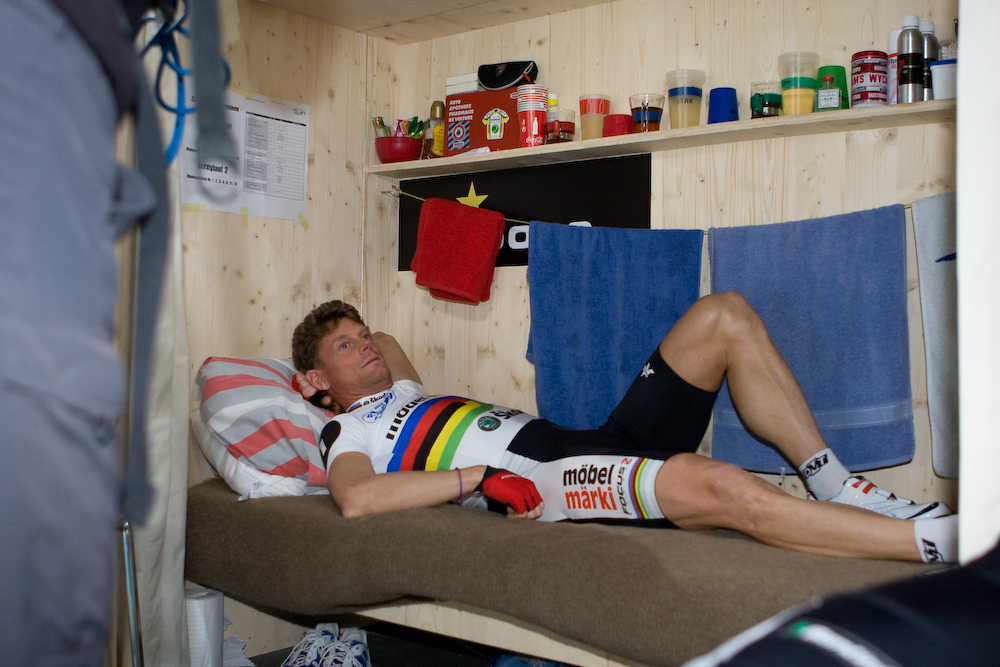
Bruno Risi pendant les Six Jours de Zurich 2007.

Bruno Risi (né le 6 septembre 1968 à Altdorf) est un coureur cycliste suisse. Spécialiste de la piste, il a formé avec son compatriote Kurt Betschart le duo le plus titré de l'histoire des compétitions de six jours, avec 37 victoires, avant de s’associer, à partir de 2006, à Franco Marvulli, avec qui il a été champion du monde de l'américaine. Il est également quadruple champion du monde de la course aux points. Il met un terme à sa carrière en 2010.

## Biographie
Bruno Risi remporte son premier titre national en 1986 en catégorie junior. Durant les années suivantes, il prend part aux compétitions sur route et sur piste. En 1991, il remporte dix courses amateures et devient champion du monde amateur de la course aux points.
En 1992, Bruno Risi rejoint l'équipe italienne Amore e Vita. Il y participe notamment au Tour d'Italie, mais les résultats ne sont pas au rendez-vous. L'année précédente, aux Trois jours de Vienne, il effectuait sa première collaboration sur piste avec Kurt Betschart, son coéquipier depuis l'âge de 15 ans. Ils remportent leurs deux premiers succès en 1992 aux Six Jours de Dortmund et Zurich. Risi délaisse alors la route pour se consacrer à la piste. Leur association durera près de quatorze ans. Ce duo domine les Six Jours durant cette période, lui valant les surnoms de « Alpen-Express » et de « Alpen-Tornados ». 
Entre 1992 et 2001, Bruno Risi est sacré champion du monde de la course aux points à quatre reprises.
En 1996, il remporte avec Betschart le titre de champion d'Europe de l'américaine à Manchester, avec un tour d'avance sur les Italiens Pierangelo Bincoletto et Franco Villa.
En novembre 2002, Risi et Betschart remportent leur trentième victoire lors des Six Jours de Gand. Ils battent ainsi le record des Allemands Gustav Kilian et Heinz Vopel, auteur de 29 succès entre 1935 et 1951.
En juillet 2006, Kurt Betschart met fin à sa carrière, à l'âge de 38 ans. Avec 37 victoires, la paire Risi/Betschart demeure la plus titrée de l'histoire des Six Jours.
Bruno Risi ne tarde pas à trouver un nouveau partenaire en la personne de Franco Marvulli, avec qui il a remporté le championnat du monde de l'américaine en 2003. Leur nouvelle coopération débute avec une victoire aux Six Jours de Maastricht et au championnat d'Europe de l'américaine en octobre. Ils terminent la saison avec quatre victoires en Six Jours, Risi en remportant deux supplémentaires (Dortmund et Zurich) en faisant équipe avec Erik Zabel.
Après un nouveau titre de champion du monde de l'américaine à Majorque en mars 2007, la saison 2007-2008 des Six Jours consacre la domination de ce nouveau duo : en 13 épreuves, Risi et Marvulli se placent à 12 reprises sur le podium, signant huit victoires.
Au total, Bruno Risi a remporté 61 Six Jours, ce qui fait de lui le cinquième coureur le plus victorieux de l'histoire de ce type d'épreuve. Il met fin à sa carrière de coureur cycliste en février 2010, à l'issue des Six Jours de Copenhague.
En mars 2014, il est nommé membre honoraire de la Fédération de cyclisme suisse, Swiss Cycling.

## Palmarès sur piste

### Jeux olympiques
- Atlanta 1996
  - 17e de la course aux points
- Sydney 2000
  - 11e de l'américaine
  - 12e de la course aux points
- Athènes 2004
  -  Médaillé d'argent de l'américaine (avec Franco Marvulli)
- Pékin 2008
  - 11e de l'américaine

### Championnats du monde
- Maebashi 1990
  -  Médaillé d'argent de la course aux points amateurs
- Stuttgart 1991
  -  Champion du monde de la course aux points amateurs
- Valence 1992
  -  Champion du monde de la course aux points
- Palerme 1994
  -  Champion du monde de la course aux points
- Bogota 1995
  -  Médaillé de bronze de l'américaine (avec Kurt Betschart)
- Perth 1997
  -  Médaillé d'argent de la course aux points
- Berlin 1999
  -  Champion du monde de la course aux points
- Anvers 2001
  -  Champion du monde de la course aux points
- Stuttgart 2003
  -  Champion du monde de l'américaine (avec Franco Marvulli)
- Melbourne 2004
  -  Médaillé d'argent de l'américaine
- Palma de Majorque 2007
  -  Champion du monde de l'américaine (avec Franco Marvulli)

### Coupe du monde
- 1995
  - 1er de la course aux points à Manchester
  - 3e de l'américaine à Manchester
- 1996
  - 1er de la course aux points à Cottbus
  - 2e de la course aux points à Athènes
- 1997
  - 1er de la course aux points à Fiorenzuola d'Arda
  - 1er de l'américaine à Quartu Sant'Elena (avec Kurt Betschart)
  - 1er de l'américaine à Adelaïde (avec Kurt Betschart)
  - 2e de la course aux points à Athènes
  - 3e de la course aux points à Quartu Sant'Elena
- 1998
  - 3e de la course aux points à Hyères
  - 3e de l'américaine à Hyères
- 2000
  - 3e de l'américaine à Mexico
- 2004
  - 3e du scratch à Aguascalientes
  - 3e de l'américaine à Sydney

### Six Jours
- 1992 : Dortmund, Zurich (avec Kurt Betschart)
- 1993 : Dortmund, Gand, Munich, Zurich (avec Kurt Betschart)
- 1994 : Copenhague, Munich, Bordeaux (avec Kurt Betschart)
- 1995 : Brême, Cologne, Zurich (avec Kurt Betschart)
- 1996 : Gand, Copenhague, Zurich (avec Kurt Betschart)
- 1997 : Dortmund, Leipzig, Munich (avec Kurt Betschart)
- 1998 : Munich, Stuttgart, Herning, Zurich (avec Kurt Betschart), Fiorenzuola d'Arda (avec Giovanni Lombardi)
- 1999 : Brême, Dortmund, Zurich (avec Kurt Betschart)
- 2000 : Munich, Zurich (avec Kurt Betschart)
- 2002 : Brême, Gand, Stuttgart (avec Kurt Betschart)
- 2003 : Berlin, Dortmund, Munich (avec Kurt Betschart)
- 2004 : Brême (avec Kurt Betschart)
- 2005 : Berlin, Amsterdam  (avec Kurt Betschart), Stuttgart (avec Kurt Betschart et Franco Marvulli)
- 2006 : Maastricht (avec Franco Marvulli), Dortmund, Munich (avec Erik Zabel)
- 2007 : Zurich, Copenhague, Hasselt, Fiorenzuola d'Arda, Dortmund, Munich, Zuidlaren (avec Franco Marvulli), Brême (avec Erik Zabel), Stuttgart (avec Franco Marvulli, Alexander Aeschbach)
- 2008 : Zurich, Berlin, Copenhague, Hasselt, Fiorenzuola d'Arda, Turin (avec Franco Marvulli), Zurich (avec Danny Stam)
- 2009 : Hasselt (avec Kenny De Ketele), Munich et Zurich (avec Franco Marvulli)
- 2010 : Brême (avec Franco Marvulli)

### Championnats d'Europe
- 1995
  -  Champion d'Europe de l'américaine (avec Kurt Betschart)
- 1996
  -  Médaillé d'argent de l'américaine
- 1997
  -  Médaillé d'argent de l'américaine
- 2000
  -  Médaillé de bronze de l'américaine
- 2001
  -  Médaillé de bronze de l'américaine
- 2002
  -  Médaillé d'argent de l'américaine
- 2003
  -  Médaillé de bronze de l'américaine
- 2006
  -  Champion d'Europe de l'américaine (avec Franco Marvulli)

### Championnats de Suisse
- Champion de Suisse de poursuite par équipes : 1989
- Champion de Suisse de la poursuite individuelle : 1989, 1990, 1991, 1992, 1994
- Champion de Suisse de la course aux points : 1992, 1993, 1995, 1997, 2000, 2007 et 2008
- Champion de Suisse du scratch : 2003
- Champion de Suisse de l'américaine : 2006 et 2007 (avec Franco Marvulli)

## Palmarès sur route

### Par années
- 1990
  - 5ea étape du Circuit franco-belge (contre-la-montre)
- 1991
  - GP Brissago :
    - Classement général
    - 1re étape
- 1999
  - 2e de Silenen-Amsteg-Bristen
- 2003
  - 3e du Grand Prix de Buchholz
- 2006
  - 3e de Silenen-Amsteg-Bristen

### Résultats sur les grands tours

#### Tour d'Italie
- 1992 : abandon (18e étape)